# Centris denudans
Centris denudans är en biart som beskrevs av Amédée Louis Michel Lepeletier 1841. Centris denudans ingår i släktet Centris och familjen långtungebin. Inga underarter finns listade.

## Bildgalleri

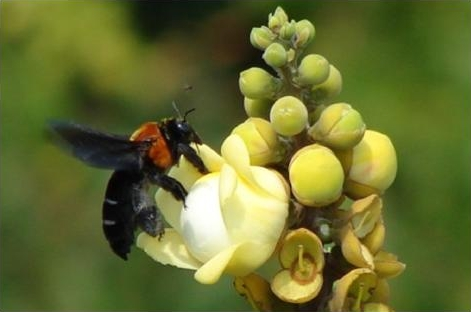